# A csatornalakó
A csatornalakó, második szinkronban A csatorna lakói (eredeti cím: The Underdwellers) a Batman: A rajzfilmsorozat első évadjának huszonhetedik része. Amerikában 1992. október 21-én mutatták be.

## Cselekmény
Gotham City gazdagabb részeiben lopások történnek. Elmondások szerint kis zöld koboldok ragadják el az emberek pénztárcáit, majd hirtelen eltűnek. Batman nyomoz az ügyben, s az egyik ilyen "koboldra" bukkan, akiről kiderül, hogy gyerek. A csatornában él, napfényt régen nem látott. Batman hazaviszi a gyereket, ahol Alfred gondozza. Bruce meg akarja találni a többi foglyot, végül  kisgyerek elvezeti őt társaihoz. Kiderül, hogy egy őrült férfi dolgoztatja a gyerekeket, éhezteti őket, gyakorlatilag rabszolgái. Éppen ezért Batmannek nagyon fontos, hogy elkapja a Csatornalakót. Végül ez sikerül, s a gyerekek hazatérhetnek annyi szenvedés után.

## Szereplők
| Szereplő             | Eredeti hang        | Magyar hang        | Magyar hang        |
| Szereplő             | Eredeti hang        | 1. magyar változat | 2. magyar változat |
| -------------------- | ------------------- | ------------------ | ------------------ |
| Bruce Wayne / Batman | Kevin Conroy        | Rosta Sándor       | Sótonyi Gábor      |
| Alfred Pennyworth    | Efrem Zimbalist Jr. | ?                  | Makay Sándor       |
| Főnővér              | Victoria Carroll    | ?                  | ?                  |
| Csatorna király      | Michael Pataki      | ?                  | Katona Zoltán      |

## Érdekességek
- Ez az első rész, ahol nem képregénybeli ellensége van Batmannek.
- Most először tapasztalhatunk meg érzelmi kitörést Batmanen, mikor elfogja a Csatornalakót. Valószínűleg a gyerekek kínzása miatt ez már személyes ügy lett neki.
- A Csatornalakónak sikerült megszelídítenie a krokodilokat a csatornarendszerben.
- Ebben a részben utaltak rá egyedül, hogy Batman saját kezűleg végzett volna egy ellenségével.